# Token passing
In telecommunicatie is token passing een netwerktoegangsmechanisme waarbij een kort bericht, genaamd het token, wordt rondgestuurd tussen de netwerkdeelnemers om aan te geven welke deelnemers mogen communiceren. 
Token passing is een techniek waarbij alleen het apparaat dat het token heeft mag communiceren. Het token is een mechanisme waardoor een systeem geautoriseerd wordt om te mogen communiceren of het netwerk te mogen gebruiken. Op het moment dat een apparaat klaar is met communiceren, moet het token worden doorgegeven aan het volgende apparaat op een sequentiele manier. De meest bekende netwerkprotocollen die gebruikmaken van dit mechanisme zijn token ring en ARCNET.
Het voordeel boven een connectiegeoriënteerd toegangsmechanisme, is dat collisions (botsingen tussen te verzenden pakketten) worden voorkomen. Hiermee kan de bandbreedte van het netwerk volledig worden gebruikt met een minimum aan idle time, indien de belasting hoog is. 
Het nadeel is dat wanneer er een lage belasting is, een apparaat moet wachten met het verzenden van zijn bericht totdat het weer het token heeft. Hiermee wordt extra vertraging in berichten veroorzaakt. 